# Ulsterska Partia Unionistyczna
Ulsterska Partia Unionistyczna (Ulster Unionist Party, UUP), czasami zwana Oficjalną Partią Unionistyczną (Official Unionist Party, OUP) lub Partią Unionistyczną (Unionist Party), jest jedną z dwóch głównych partii unionistycznych w Irlandii Północnej. Wywodzi się z Irlandzkiej Partii Unionistycznej, która pod koniec XIX w. wysyłała deputowanych do Izby Gmin. Oficjalnie partia powstała w 1905. Przez wiele lat była jedyną unionistyczną partią w Irlandii Północnej. W latach 1921–1972 nieprzerwanie sprawowała rządy w tej prowincji. Była również najpopularniejszą partią w Ulsterze w okresie „Kłopotów” w latach 1972–1998. Po zawarciu kompromisowego porozumienia wielkopiątkowego UUP zaczęła tracić poparcie wśród północnoirlandzkich protestantów i unionistów na rzecz bardziej radykalnej i bezkompromisowej Demokratycznej Partii Unionistycznej.
Głównym organem Partii jest Ulsterska Rada Unionistyczna (Ulster Unionist Council). Organizacją młodzieżową są Młodzi Unioniści. Partia opowiada się za ścisłym związkiem wszystkich prowincji Zjednoczonego Królestwa, opowiada się za wzrostem współpracy z Irlandią, ale nie zjednoczeniem.

## Władze partyjne

### Liderzy
- 1905 – 1906: Edward James Saunderson
- 1906 – 1910: Walter Long
- 1910 – 1921: Edward Carson
- 1921 – 1940: James Craig, 1. wicehrabia Craigavon
- 1940 – 1946: John Miller Andrews
- 1946 – 1963: Basil Brooke, 1. wicehrabia Brookeborough
- 1963 – 1969: Terence O’Neill
- 1969 – 1971: James Chichester-Clark
- 1971 – 1974: Brian Faulkner
- 1974 – 1979: Harry West
- 1979 – 1995: James Molyneaux
- 1995 – 2005: David Trimble
- 2005 – : Reg Empey
- 2010 – ?: Mike Nesbitt

### Prezesi
- ???? : George Clarke
- 1990: Josias Cunningham
- 2000: Martin Smyth
- 2004: Dennis Rogan, baron Rogan
- 2006: Robert John White

### Przewodniczący
- 2008: David Campbell

### Sekretarze generalni
- 1905: T.H. Gibson
- 1906: Dawson Bates
- 1921: Wilson Hungerford
- 1941: Billy Douglas
- 1963: Jim Bailie
- 1974: Norman Hutton
- 1983: Frank Millar Jr
- 1987: Jim Wilson
- 1998: David Boyd
- 200? : Alastair Patterson
- 2004: Lyle Rea
- 2005: Will Corry
- 2007: Jim Wilson